# マールボロ音楽祭
マールボロ音楽祭（英語: Marlboro Music School and Festival）は、毎年夏の7週間にわたって、アメリカ合衆国バーモント州マールボロで開かれる、演奏家の教育を目的とするクラシック音楽の音楽祭である。

## 概要
1951年、ルドルフ・ゼルキン、アドルフ・ブッシュ、マルセル・モイーズらによって、以前は牧場だったマールボロ大学構内の土地に設立された。公演は、1週間あたり60回から80回のリハーサルの後、毎週末に行われる。自然に囲まれた環境の中、若手の演奏家たちが教師役の演奏家と協力しまた学びながら曲を作り上げていくのである。また夏以外の期間には音楽祭のメンバーたちによって、アメリカ各地でのコンサートツアーが行われる。これまで参加した著名な音楽家の中にはパブロ・カザルス、ジークフリート・パルム、ジェームズ・レヴァイン、ヨーヨー・マ、ジョシュア・ベル、グァルネリ弦楽四重奏団のメンバーたちがいる。現在の芸術監督は内田光子である。